# Mort de Don Kemp
P. Donald « Don » Kemp (1947 – ca. 16 novembre 1982) est un directeur de publicité américain de New York qui a disparu dans des circonstances mystérieuses dans une région isolée du Wyoming en 1982. 
Il est resté disparu jusqu'à la découverte de ses restes en 1986, pas loin de l'endroit où sa voiture a été retrouvée abandonnée quatre ans auparavant.

## Contexte
Kemp travaille dans la publicité sur Madison Avenue à New York quand un accident de voiture le laisse avec des blessures graves qui nécessitent plusieurs années de rétablissement. Il décide de quitter la rat race pour prendre un nouveau départ dans un chalet de montagne dans la vallée de Jackson Hole au Wyoming. Il est passionné d'histoire, et il a l'intention de terminer un livre sur l'assassinat d'Abraham Lincoln.

## Derniers déplacements connus
Kemp quitte New York en septembre 1982 et se rend au Wyoming dans sa Chevrolet Blazer. Le 15 novembre 1982, la veille de sa disparition, il visite un musée à Cheyenne, où il reste pendant près de deux heures et ne parle à personne. En quittant le musée, il laisse son porte-documents, qui contient ses journaux intimes, son carnet d’adresses, ses chèques de voyage et ses lunettes, dont il a besoin pour conduire.

## Découverte du véhicule
Le matin du 16 novembre 1982, la voiture de Kemp est retrouvée abandonnée (avec son moteur encore tournant) sur une bretelle de sortie de la I-80, à 60 kilomètres de la ville la plus proche. Il y a tant d’affaires personnelles dans la voiture qu’il n’y a de la place que pour le conducteur. Des empreintes de seulement une personne mènent les enquêteurs pendant dix kilomètres dans la prairie jusqu’à une grange abandonnée, dans laquelle ils trouvent quelques morceaux de bois disposés pour allumer un feu, et trois chaussettes appartenant à Kemp. Dans les environs, les enquêteurs trouvent un sac de voyage contenant du savon, des vêtements et une théière, appartenant tous à Kemp, qui est absent sans empreintes supplémentaires.
En raison de la seule paire d’empreintes, du manque de place pour d’autres personnes dans la voiture, et du paysage monotone qui devrait permettre aux équipes de recherche de repérer facilement un être humain, les enquêteurs croient dès le départ que soit Kemp disparaît de son propre gré et ne veut pas être retrouvé, soit il a des troubles mentaux. Le shérif| adjoint Rod Johnson déclare : « J’avais l’impression que le gars était désorienté et ne voulait pas être retrouvé. S’il voulait être retrouvé, il aurait entendu l’avion, il aurait pu faire signe avec ses bras, attirer notre attention, monter jusqu’à une crête, n’importe où, pour être aperçu. »
Trois jours après la disparition de Kemp, il y a un blizzard et la recherche prend fin. Toutes les personnes impliquées dans la recherche sont d’accord que si Kemp était dans les environs et n’était pas déjà mort, il serait mort dans le blizzard.
Plusieurs mois après la disparition de Kemp, Judy Aiello, une amie proche à New York, rentre à la maison après des vacances prolongées et trouve six messages sur son répondeur. Aiello est certaine que la voix dans les messages est celle de Kemp, même si l’appelant n’indique pas son nom,. L’appelant semble paniqué et lit un nombre téléphonique à haute voix, en exhortant Aiello à le rappeler, ce qu’elle fait le lendemain. Un homme décroche et Aiello lui demande si Don Kemp est là. L’homme répond « non », puis dit « oui » immédiatement après. Aiello lui demande s’il peut demander à Kemp de la rappeler ; l’homme répond « ouais » et raccroche. Aiello ne reçoit jamais un rappel.
Aiello en informe Mary, la mère de Kemp, qui, à son tour, informe les autorités. Ces dernières retracent l’appel à une maison mobile à Casper, au Wyoming, louée par Mark Dennis. Dennis nie avoir effectué les appels et avoir connu Kemp. Il suggère que soit quelqu’un a utilisé son téléphone sans qu’il le sache, soit que la société de téléphonie s’est trompée en retraçant le numéro utilisé pour appeler Aiello. Il accepte de se soumettre à un test polygraphique et les enquêteurs le décrivent comme coopératif ; ils sont satisfaits qu’il n’est pas impliqué dans la disparition de Don Kemp.
Mary Kemp n’est pas d’accord avec l’opinion de la police sur Dennis ; elle se rend au Wyoming pour l’interroger personnellement. Dennis refuse de parler avec Mary Kemp et engage un avocat. Puis, il déménage brusquement de Casper trois semaines après son interrogation par la police.

## Découverte des restes
Les restes décomposés de Kemp sont retrouvés en 1986 par des chasseurs, à quelques kilomètres de l’endroit où sa voiture a été découverte en 1982. L’autopsie ne trouve rien qui pourrait indiquer qu’il a été victime d’un crime, et les autorités sont persuadées que Kemp est parti dans la nature sauvage de son propre gré et qu’il est mort dans ou avant le blizzard qui a eu lieu trois jours après sa disparition.

## Observations et autres théories
Mary Kemp n’accepte jamais la conclusion de l’enquête et insiste jusqu’à sa mort en 2014 que Mark Dennis a tué son fils.
Les appels téléphoniques demeurent toujours un mystère, vu que le numéro de Judy Aiello était sur la liste rouge. Certaines théories sur les forums en ligne croient que quelqu’un a trouvé le carnet d’adresses que Kemp avait laissé au musée à Cheyenne, puis appelé Aiello pour faire un canular. D’autres théories suggèrent que Kemp a été enlevé au moment de sortir du musée, ce qui expliquerait l’affirmation certaine d’Aiello que c’était la voix de Kemp sur sa messagerie.
De plus, des témoins prétendent avoir aperçu Kemp à Casper dans les mois suivant sa mort présumée. Un témoin l’aurait vu lors d’une exposition sur Abraham Lincoln, et l’autre dans un bar.